# Lake Canellan
Der Lake Canellan ist ein See im Westen des australischen Bundesstaates Queensland. 
Der See liegt am Oberlauf des Georgina River, ca. 3 km südwestlich von Canooweal und westlich des Canooweal-Caves-Nationalparks.